# Boettgeria obesiuscula
Boettgeria obesiuscula (лат.) — вид лёгочных земляных улиток рода Boettgeria семейства Clausiliidae. Этот вид является эндемиком Мадейры, Португалия. Вид находится под угрозой вымирания из-за разрушения среды обитания.
Размер улиток — 9.0-10.7 x 2.4-2.7 мм. Живёт только до высоты 200 метров над уровнем моря в очень ограниченной области.